# 演算子法
演算子法（えんざんしほう）とは数学に於ける解析学の問題、特に微分方程式を代数的問題（普通は多項式方程式）に変換して解く方法である。オリヴァー・ヘヴィサイドの貢献が特に大きいので「ヘヴィサイドの演算子法」とも呼ばれるが、厳密な理論化はその後の数学者たちにより行われた。

## 歴史
関数に対する微分や積分その他の演算の過程を「演算子」（operator。解析学では作用素の語を使うこともある）として表現する発想には長い歴史があり、ゴットフリート・ライプニッツまで遡る。これらの関数に施される演算記号を関数と独立に操作した最初の一人として、数学者でストラスブールの砲兵学校の教授であったルイ・フランソワ・アルボガスト（L. F. A. Arbogast）がいる。この試みは、便利な記法を開発したフランスの数学者セルヴォワ（F-J. Servois）によりさらに発展した。セルヴォワに続きハーグリーブ（Charles Heargrave）、ブール（G. Boole）、ブロンウィン（B. Bownin）、カーマイケル（R. Carmicheal）、ドンキン（B. Doukin）、グレーブス（Graves）、マーフィ（R. Murphy）、スポティスウード（W. Spottiswoode）、シルベスター(Sylvester）といったイギリスの数学者たちが現れた。演算子法の常微分・偏微分方程式への応用に関する論文を最初に著したのはジョージ・ブール（1859年）とロバート・ベル・カーマイケル（R. B. Carmichael）（1855年）である。この方法は1893年、電磁気の研究に関連して物理学者オリヴァー・ヘヴィサイドにより一気に発展した。当時ヘヴィサイドの方法は厳密でなく、彼の研究は数学者により直ちに発展させられることはなかった。なお、ヘヴィサイド自身は演算子法が数学的な厳密性に欠けるとの批判に対し、「私は消化のプロセスを知らないからといって食事をしないわけではない（"I do not refuse my dinner simply because I do not understand the process of digestion."）」という有名な言葉を残している。
演算子法は1910年を過ぎてから、バーグ（E. J. Berg）、カーソン（J. R. Carson）およびブッシュの貢献により、電気工学の問題で線形回路の過渡現象の計算に応用され始めた。ヘヴィサイドの演算子法が厳密に数学的理論化されたのは、演算子法をラプラス変換と結び付けたブロムヴィッチ（T. Bromwich）の研究以降のことである（詳しい説明はJeffreys、Carslaw、MacLachlanの各著書を参照）。
ヘヴィサイド演算子法の別の理論化は、1920年代半ばに積分方程式の方法（Carsonなど）またはフーリエ変換（ノーバート・ウィーナーなど）を利用してなされた。
1930年代、これらとは別なやり方で演算子法を展開したのが、ポーランドの数学者ヤン・ミクシンスキーである。彼は代数的な方法を用いて演算子法を数学的に正当化した（ミクシンスキーの演算子法参照）。

## 原理
演算子法の中心は、微分を関数に施される演算子（作用素） {\displaystyle p=d/dt} と捉える点にある。線形微分方程式は、演算子 {\displaystyle p} を変数とする演算子値関数 {\displaystyle F(p)} を未知の関数に施したものが既知の関数に等しいという形に書き直せる。すると、{\displaystyle F} の逆演算子を既知の関数に施せば解が得られる。
電気回路の理論では、入力に対する応答を求めることが問題となる。線形性により、単位階段関数、すなわち {\displaystyle H(t<0)=0} かつ {\displaystyle H(t>0)=1} となるような関数 {\displaystyle H(t)} を考えれば十分である。演算子法の応用の最も単純な例は、{\displaystyle py=H(t)} を解く問題である。これは、
{\displaystyle y=p^{-1}H=\int _{0}^{t}H(u)du=tH(t)}
となる。この例から、{\displaystyle p^{-1}} は積分を表し、{\displaystyle p^{-n}} は {\displaystyle n}回反復積分を表すことがわかる。特に、
{\displaystyle p^{-n}H(t)={\frac {t^{n}}{n!}}H(t)}
である。すると
{\displaystyle {\frac {p}{p-a}}H(t)={\frac {1}{1-{\frac {a}{p}}}}H(t)}
には級数展開を用いた意味付けを行うことができる。つまり
{\displaystyle {\frac {1}{1-{\frac {a}{p}}}}H(t)=\sum _{n=0}^{\infty }a^{n}p^{-n}H(t)=\sum _{n=0}^{\infty }{\frac {a^{n}t^{n}}{n!}}H(t)=e^{at}H(t)}
と考えるということである。このことはさらに、部分分数分解を通して、演算子 {\displaystyle p} に関する任意の分数を定義することを可能にし、それを {\displaystyle H(t)} に施したものを計算できる。それ以外の場合でも、もし関数 {\displaystyle {\frac {1}{F(p)}}} が
{\displaystyle {\frac {1}{F(p)}}=\sum _{n=0}^{\infty }a_{n}p^{-n}}
という形の級数展開を持つならば、これは直接に
{\displaystyle {\frac {1}{F(p)}}H(t)=\sum _{n=0}^{\infty }a_{n}{\frac {t^{n}}{n!}}H(t)}
という意味を持つものと理解できる。
上記のような規則を適用すると、任意の微分方程式を解くことが、純粋に代数的な問題に還元される。
ヘヴィサイドはさらに進んで、 {\displaystyle p} の分数冪を定義し、演算子法と分数階微積分学の関係を確立した。
テイラー展開を用いると、{\displaystyle e^{ap}f(t)=f(t+a)} なる式も得られるから、これにより演算子法を有限差分方程式や電気工学の遅延信号の問題にも適用することができる。